# Каросса, Ханс
Ханс Каросса (нем. Hans Carossa; 15 декабря 1878, Бад-Тёльц, Королевство Бавария — 12 сентября 1956, Риттштайге близ Пассау) — немецкий прозаик, поэт, эссеист. Врач. Член Немецкой академии языка и поэзии (с 1950).

## Биография
Сын врача. Изучал медицину в университетах Мюнхена и Лейпцига. Работал практикующим врачом (1903—1929). Участник Первой мировой войны, в 1916—1918 годах — военный врач на фронте.
В 1933 году отказался стать членом Прусской академии поэтов, находившейся в ведении национал-социалистов, однако в 1941 году вынужден был принять пост президента созданного на Веймарском собрании поэтов профашистского Европейского союза писателей. Несмотря на свою внутреннюю эмиграцию, в 1944 году был включен в список Gottbegnadeten-Liste (Список талантливых от Бога) наиболее заслуженных деятелей культуры и искусства национал-социалистической Германии.
В 1945 году выступил с призывом к немецкому правительству о капитуляции, за что едва не поплатился жизнью.

## Творчество
Известен, в основном, своими автобиографическими романами и внутренней эмиграцией во время власти нацистов в нацистской Германии.
Дебютировал как поэт в 1898 году. Дружил с поэтами Р. Демелем, С. Георге, Г. фон Гофмансталем, ценившими его лирику. Лирика Х. Кароссы (сборники 1910, 1916, 1946, 1948 и др.), стремящаяся к ясности, благозвучию и отточенности стиля, проникнута христианско-аполитичными мотивами. Лирика Х. Кароссы, как и его проза, лаконична, сдержанна, камерна.
Творчество Х. Кароссы, пронизанное верой в незыблемую гармонию мироустройства и в конечное торжество добра, по большей части автобиографично и представлено мемуарами, романизированными дневниками, заметками, рассказами, а также лирической поэзией.
Впечатления от Первой мировой войны нашли отражение в его книге «Румынский дневник» («Rumänisches Tagebuch», 1924), одним из важнейших свидетельств о мировой войне с немецкой стороны, наряду с произведениями Ремарком и Эрнстом Юнгером. Ретроспективная картина детства и взросления легла в основу прозаического цикла «Детство» («Die Kindheit», 1922), «Метаморфозы одной юности» («Verwandlungen einer Jugend», 1928), «Год прекрасных заблуждений» («Das Jahr der schönen Täuschungen», 1941). В романах «Судьба доктора Бюргера» («Die Schicksale Doktor Bürgers», 1913), «Врач Гион» («Der Arzt Gion», 1931) писатель размышляет о нелёгком труде врача. В итоговой книге «Неравные миры» («Ungleiche Welten», 1951) Х. Каросса попытался прояснить свою нравственную позицию во времена фашизма.
Кроме того, он автор путевых очерков («Итальянские зарисовки», 1946, «Зимний Рим», 1947), литературно-критических статей, написанных с позиций христианско-демократические партии.

## Избранные произведения
- Gedichte (поэма, 1910)
- Eine Kindheit (автобиография, 1922)
- A Romanian Diary (1924)
- Verwandlungen einer Jugend (автобиография, 1928)
- Doctor Gion (1931)
- Führung und Geleit (эссе, 1933)
- Geheimnisse des reifen Lebens (1936)
- Das Jahr der schönen Täuschungen (автобиография, 1941)
- Der volle Preis (1945)
- Aufzeichnungen aus Italien (1946)
- Ungleiche Welten (1951)
- Tagebuch eines jungen Arztes (1955)
- Сборники поэзии (1910, 1916, 1946, 1948)

## Награды
- Командор ордена «За заслуги перед ФРГ» (1953)
- Литературная премия города Мюнхена (1928)
- Премия города Айзенах (1928)
- Швейцарская литературная премия Готфрида Келлера (1931)
- Премия Гёте (1938)
- Премия Сан-Ремо (1939)
- Медаль Парацельса (1956)
- Почётный гражданин городов Ландсхут и Пассау (1948)